# سامانه اطلاعاتی
سامانه‌های اطلاعات (Information system) (اختصاری IS) نظام‌های سازمانی، فنی اجتماعی و رسمی هستند که برای گردآوری، پردازش، ذخیره‌سازی و توزیع اطلاعات طراحی شده‌اند. از دیدگاه سامانه‌های فنی‌اجتماعی سامانه‌های اطلاعاتی از چهار جزء تشکیل شده‌است: وظیفه، افراد، ساختار (یا نقش‌ها) و فناوری.
به این دلیل سامانه‌های اطلاعات نه‌تنها به‌عنوان یک پایگاه داده، نرم‌افزار و سخت‌افزار بلکه به‌عنوان یک سامانه بزرگتر که به کمک و بهره‌گیری از آن می‌توان مدیریت همه امور دستی و دستگاهی و تفسیر سامانه‌های ارتباطی را به راحتی انجام داد، مطرح می‌شوند.
با این حال، این اصطلاح در معنای وسیع تر خود به هر وسیله‌ای که باعث برقراری ارتباط علمی بین افراد (به‌طور مثال از طریق ارتباط کلامی، سامانه‌های پانچ کارت و سامانه‌های تصادفی نوری ساده) می‌شود گفته می‌شود. همچنین گاهی تنها برای اشاره به نرم‌افزار مورد استفاده برای اجرای یک پایگاه داده رایانه‌ای یا برای اشاره به یک سامانه رایانه‌ای استفاده می‌گردد. مجموعه سامانه‌های اطلاعات، برای مطالعه علمی، دقیق و واقعی شبکه‌های متشکل از سخت‌افزار و نرم‌افزار، که مردم و سازمان‌ها برای جمع‌آوری، فرایند ایجاد و توزیع اطلاعات از آن‌ها استفاده می‌کنند مورد استفاده قرار می‌گیرند. هدف هر سامانه ارتباطی حمایت از عملیات، مدیریت و تصمیم‌گیری و در معنای وسیع تر کاهش مدت استفاده می‌باشد؛ که می‌توان به فناوری اطلاعات و ارتباطاتی که یک سازمان، یا تکنولوژی که مردم در حمایت از فرایندهای کسب‌وکار انجام می‌دهند، اشاره کرد.

## تاریخچه
سامانه‌های ارتباطی متعدد که امروزه به‌طور پیوسته به روزشده برای ترویج روش‌های قوم نگاری، اطمینان از یکپارچگی داده‌ها و بهبود اثربخشی اجتماعی وبهره وری ازکل فرایند ویا به‌طور کلی به منظور پردازش اطلاعات در سازمان‌های متمرکز و به خصوص در شرکت‌های کسب و کار و اشتراک‌گذاری منابع با جامعه مدرن مورد استفاده قرار می‌گیرند.

## بررسی اجمالی
در باب سامانه‌های اطلاعاتی دو دیدگاه وجود دارد که دیدگاه اول شامل نرم‌افزار، سخت‌افزار، داده، مردم و روش‌های ارائه می‌باشد. در دیدگاه دوم علاوه برموارد بالا، فرایندها و عناصر ضروری دیگری مثل هدف و فعل و انفعالات نیز مورد توجه قرارمی‌گیرند. درانجمن Computing Machinery متخصصان سامانه‌های ارتباطی به‌طور متمرکز بر روی یکپارچه‌سازی راه حل‌های فناوری اطلاعات و فرایندهای کسب و کار برای پاسخگویی به نیازهای علمی کسب و کار فعالیت می‌کنند. انواع مختلفی از سامانه‌های اطلاعاتی وجود دارد که عبارتند از: سامانه‌های پردازش تراکنش، سامانه‌های پشتیبانی تصمیم‌گیری، سامانه‌های مدیریت دانش، سامانه‌های مدیریت یادگیری، سامانه‌های مدیریت پایگاه داده و سامانه‌های اطلاعات دفتر. بیشتر سامانه‌های ارتباطی برای انجام اموری که مغز انسان قادر به انجام آن‌ها نمی‌باشند ایجاد شده‌اند. برخی از این امور عبارتند از: دستیابی به حجم زیادی از اطلاعات، انجام محاسبات پیچیده وکنترل هم‌زمان چندین فرایند.

## اجزا
هر سامانه اطلاعاتی از پنج قسمت اصلی تشکیل شده‌است که عبارتند از: ۱-سخت‌افزار که شامل CPU و همه تجهیزات پشتیبانی، ورودی، خروجی، دستگاه‌های ذخیره‌سازی و دستگاه هلی ارتباطی است. ۲-نرم‌افزار به برنامه‌های رایانه‌ای و کتابچه‌های راهنما گفته می‌شود. برنامه‌های رایانه‌ای دستورالعمل‌های قابل خواندن ماشین است که به‌طور مستقیم مدارات موجود در قطعات سخت‌افزاری رابرای ایجاد اطلاعات مفید از داده‌ها به‌کار می‌اندازد. ۳-داده اطلاعات خامی هستند که به‌طور کلی به شکل ماشین خوان بر روی دیسک یا نوار و به‌طور کلی حافظه‌ها قرا می‌گیرند تا زمانی که رایانه‌ها به آن نیاز پیدا کنند. ۴-روش به سیاست حاکم بریک سامانه رایانه‌ای دراستفاده از سخت‌افزارها و نرم‌افزارهای موجود گفته می‌شود. ۵-مردم هر سامانه اطلاعاتی براساس نیاز مردم ایجاد شده‌است؛ بنابراین میزان رضایتمندی افراد به یک سامانه نقش بسیار مهمی در تعیین موفقیت و شکست یک سامانه اطلاعاتی دارد.

## انواع
انواع سامانه‌های اطلاعاتی به صورت کلاسیک به صورت یک هرم تقسیم‌بندی می‌شوند که سطح زیرین این هرم، سامانه‌های مدیریت تراکنش‌ها، لایه‌های بالاتر به‌ترتیب سامانه‌های اطلاعاتی مدیریت، سامانه‌های پشتیبان تصمیم‌گیری قرار دارند و در لایهٔ بالایی هرم نیز سامانه‌های مدیریت اجرایی قرار دارد. این تقسیم‌بندی از سال ۱۹۸۰ متداول بوده‌است.
با این حال، در سال‌های اخیر، برخی از انواع سامانه‌های اطلاعاتی متداول شده‌اند که نمی‌توان آن‌ها را در مدل کلاسیک تقسیم‌بندی سامانه‌های اطلاعاتی جانمایی کرد. برخی از این سامانه‌های اطلاعاتی عبارتند از: